# Puno (província)
Puno é uma província do Peru localizada na região de Puno. Sua capital é a cidade de Puno.
A cidade está situado às margens do Rio Titicaca, e foi fundada em 4 de Novembro de 1668. 
O turismo é a maior fonte de renda da cidade, por isso sua infraestrutura é toda voltada a ele. Há uma variedade de hotéis, restaurantes, agências onde se organizam desde pequenos passeios de táxi ou táxi cholo (bicicleta ou motocicleta acoplada a uma cabine com lugar para duas ou quatro pessoas) e lojinhas de souvenirs. As lojas oferecem uma grande variedade de roupas de lã de alpaca, com grandes descontos, de acordo com a pechincha. 
Um passeio imperdível é ao Lago Titicaca, indo de barco até as Ilhas Artificiais Flutuantes de Los Uros. Uma aventura e diversão inesquecível é descer até o Lago em um táxi cholo, pois parece que não há leis de trânsito para eles. Na rua não há ônibus por serem muito estreitas. Há apenas pequenas vans, enormes quantidades de táxis amarelos e pretos, além dos táxi cholos, em quantidade muito maior. Apenas os habitantes mais ricos e as empresas possuem carros de passeio particulares.

## Distritos da província
- Acora[2]
- Amantani[3]
- Atuncolla[4]
- Capachica[5]
- Chucuito[6]
- Coata[7]
- Huata[8]
- Mañazo[9]
- Paucarcolla[10]
- Pichacani[11]
- Platería[12]
- Puno[13]
- San Antonio[14]
- Tiquillaca[15]
- Vilque[16]